# Crateranthus talbotii
Crateranthus talbotii é uma espécie de planta lenhosa da família Lecythidaceae.
Pode ser encontrada nos seguintes países: Camarões e Nigéria.
Os seus habitats naturais são: florestas subtropicais ou tropicais húmidas de baixa altitude e pântanos subtropicais ou tropicais.
Esta espécie está ameaçada por perda de habitat.